# Brachycerasphora
Brachycerasphora Denis, 1962 è un genere di ragni appartenente alla famiglia Linyphiidae.

## Distribuzione
Le cinque specie oggi attribuite a questo genere sono state rinvenute in Africa settentrionale (Libia, Algeria, Tunisia ed Egitto), e in Israele

## Tassonomia
A maggio 2011, si compone di cinque specie:
- Brachycerasphora connectens Denis, 1964 — Libia
- Brachycerasphora convexa (Simon, 1884) — Algeria, Tunisia
- Brachycerasphora femoralis (O. P.-Cambridge, 1872) — Israele
- Brachycerasphora monocerotum Denis, 1962[3] — Libia
- Brachycerasphora parvicornis (Simon, 1884) — Egitto